# أشباه الجيوب الكبدية
أشباه الجيوب الكبدية (بالإنجليزية: liver sinusoids)‏ هي نوع من الأوعية الدموية الجيبانية (مع بطانة متقطعة منوفذة)، والتي تعتبر كموقع لتجمع الدم الغني بالأكسجين القادم من الشريان الكبدي والدم الغني بالغذاء القادم من وريد الباب.
الخلية الكبدية تنفصل من الجيوب بواسطة حيز ديسيه. توجد خلايا كوبفر في داخل الجيوب، وتستطيع التقاط وتحطيم المواد الغريبة مثل البكتيريا.

## صور إضافية

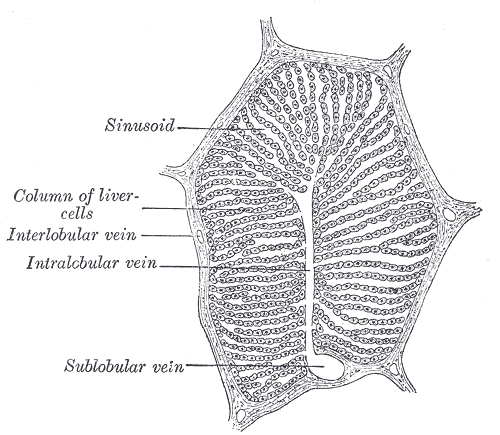
فصيص واحد في الكبد مكبّر 60 ضعف.

## وصلات خارجية
- علم الأنسجة (جامعة بوسطن) 15504loa - "الكبد، المرارة، المعثكلة: الكبد، فصيص تقليدي"
- علم الأنسجة (جامعة بوسطن) 22103loa - "تركيب دقيق للخلية: خلية كبدية وجيوب, وحيز ديسيه"
- Histology at anhb.uwa.edu.au